# Estadio Nelson Oyarzún
Das Estadio Nelson Oyarzún (deutsch Nelson-Oyarzún-Stadion) ist ein Fußballstadion in der chilenischen Stadt Chillán, Región del Bío-Bío. Es wurde im Jahre 1961 eröffnet und bot für 17.500 Zuschauer Platz. Es wurde nach Nelson Oyarzún benannt, einem populären früheren Trainer des hier beheimateten Fußballklubs Deportivo Ñublense.
Im Jahr 2007 wurde das Stadion als Austragungsstätte für die U-20-Fußball-Weltmeisterschaft der Frauen 2008 ausgewählt. Um den FIFA-Standards zu entsprechen, wurde das Stadion komplett abgerissen und neu errichtet. Am 2. November 2008 wurde es wiedereröffnet und bietet jetzt 12.000 Zuschauern Platz. Zudem sind nun sämtliche Zuschauerränge überdacht.
Das Estadio Nelson Oyarzún ist eines von acht Stadien der U-17-Fußball-Weltmeisterschaft 2015.

## Galerie

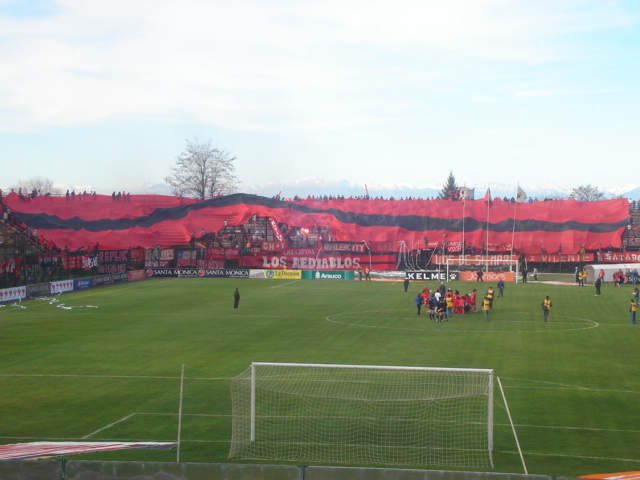
Das alte Stadion vor dem Umbau
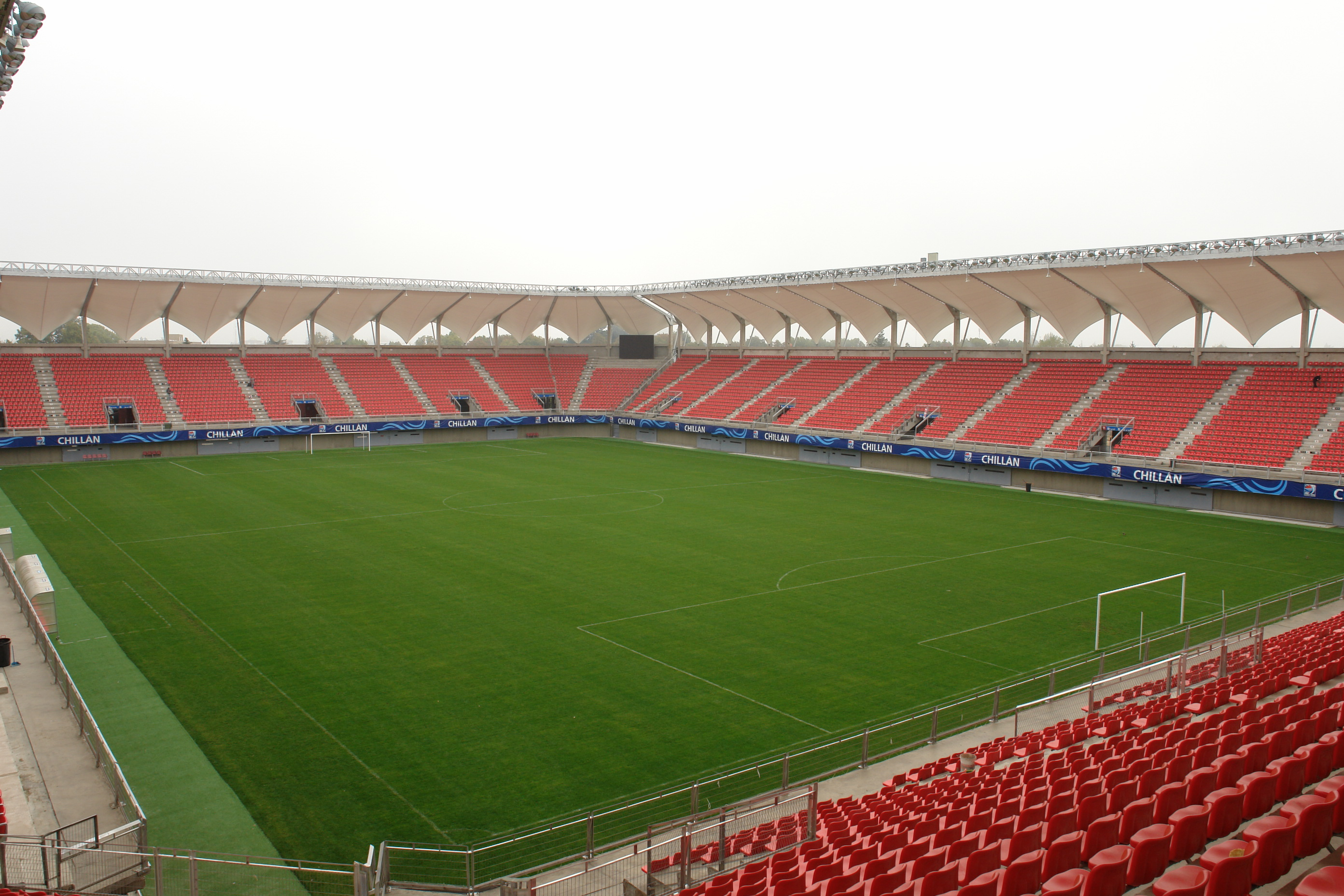
Das renovierte Stadion